# Parco nazionale della Sierra de Guadarrama
Il parco nazionale della Sierra de Guadarrama (in spagnolo: parque nacional de la Sierra de Guadarrama) è un parco nazionale situato tra Madrid e Castiglia e León, in Spagna. Istituito nel 2013, si estende per quasi 34000 ettari ed è il quinto parco più vasto in Spagna.

## Storia
La società di alpinismo di Peñalara propose già nel 1920 che la catena montuosa del Guadarrama (in spagnolo: Sierra de Guadarrama) fosse dichiarata parco nazionale, ma tale progetto dovette attendere fino all'inizio del XXI° secolo, quando la Comunità di Madrid lo riscoprì. Pur in assenza di un parco nazionale istituito, alcune zone della Sierra erano comunque già tutelate in altri modi:
- il Parco regionale dell'alto bacino del Manzanarre fu istituito intorno al 1908. L'area coperta dal parco regionale, la parte superiore del bacino del fiume Manzanarre, è stato designato nel 1992 come riserva della biosfera (Cuenca Alta del Río Manzanares).
- dal 1984, infatti, l'ambiente naturale che circonda il Monastero dell'Escorial è stato protetto come Patrimonio Mondiale dell'Umanità
- il Parco Naturale Peñalara è stato istituito nel 1990: il parco naturale comprende zone umide (chiamate Humedales del Macizo de Peñalar) importanti per gli anfibi, e nel 2006 questi sono stati designati come sito protetto dalla Convenzione di Ramsar. Il parco naturale si trova entro i confini di una zona di protezione speciale per l'avifauna.

Nel novembre 2006 la Comunità di Madrid approvò il piano delle risorse naturali della Sierra de Guadarrama. Il 13 giugno 2013 il Congresso dei deputati approvò l'iter parlamentare della legge sull'istituzione del Parco Nazionale di Guadarrama, con una superficie di 33.960 ettari, suddivisi tra Madrid (ha 21.714) e Castilla y Leon (ha 12246).

## Territorio

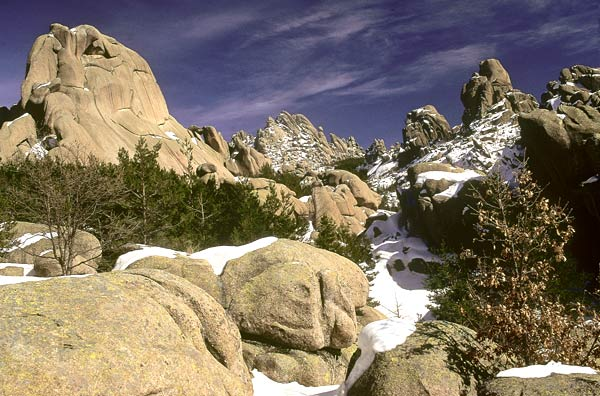
Rocce di granito su La Pedriza.

L'intero parco nazionale di Guadarrama è situato all'interno della catena montuosa della Sierra de Guadarrama, che appartiene al Sistema Centrale iberico. Con una lunghezza di 80 km, una larghezza non superiore a 20 km a sud ovest-nord-est e la direzione, la Sierra de Guadarrama è parte della divisione naturale tra gli altipiani del nord e del sud che formano l'area centrale della penisola iberica. La Sierra fa parte del lato orientale della cordigliera del Sistema Centrale ed è una delle più ampie catene che compongono la cordigliera. La base di queste montagne nel versante nord-ovest è tra 1.100 e 1.200 metri e sul versante sud-est tra i 900 e i 1.100 metri. La prominenza topografica media dei picchi principali è di circa 1.000 metri e la più alta di loro è il Peñalara con 2.428 metri. 
La Sierra de Guadarrama inizia nella valle del fiume Alberche (all'estremo sud-ovest), che separa la Sierra de Gredos e termina al passo si Somosierra (lontano nord-est), fungendo da separazione per i bacini dei fiumi Tajo e Duero, a cui fornisce alcuni dei suoi principali affluenti, come i fiumi Lozoya, Manzanarre, Guadarrama e Cofio (per il Tago), e il Duratón, Cega, Piron, Eresma, Moros e Voltoya (per il fiume Duero).

## Flora e fauna

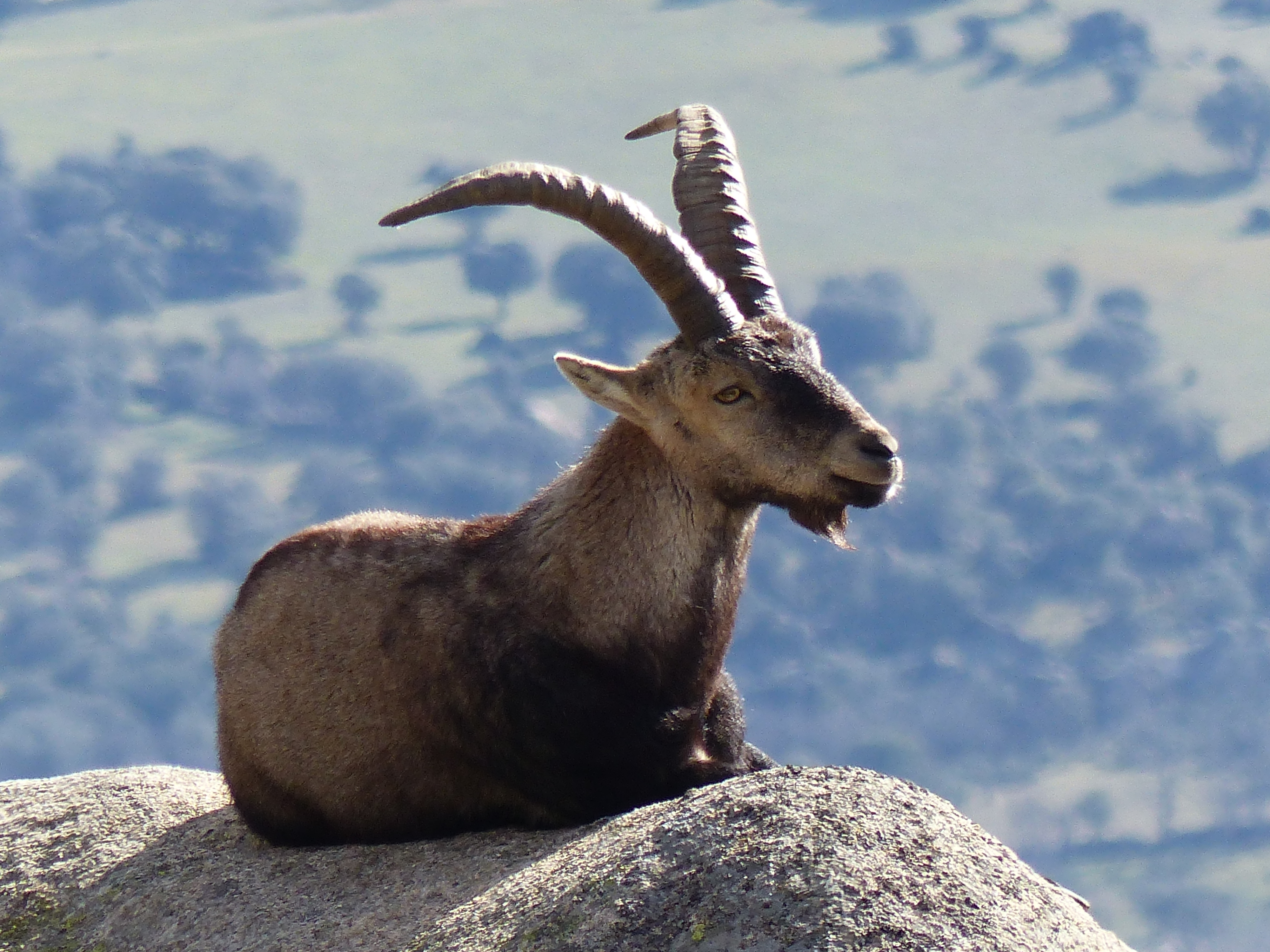
Stambecco iberico

Il progetto punta a proteggere gli undici diversi ecosistemi presenti nelle montagne del Guadarrama, inclusi gli unici esemplari iberici di "montagne dell'alto Mediterraneo".
Nella zona recentemente dichiarata parco nazionale vi sono contemporaneamente più di 1280 specie differenti (delle quali 13 a rischio di estinzione) più di 1500 piante indigene e 30 diversi tipi di vegetazione. La vegetazione comprende il pino silvestre, la quercia, il ginepro, diverse specie di fabaceae e molte altre specie.
Le specie di animali di queste montagne rappresentano il 45% dell'intera fauna spagnola e il 18% di quella europea.
Sono presenti molti mammiferi come cervidi (cervo, capriolo e daino), stambecchi (qui reintrodotti nel 1990), cinghiali, tassi, diversi mustelidi, gatti selvatici, volpi, lepri e altri. Nei laghi sono osservabili molte specie di uccelli acquatici e grandi rapaci come l'aquila imperiale spagnola o l'avvoltoio monaco. 
Dopo un'assenza di 70 anni nella regione, è stato avvistato nel parco un branco di lupi.

## Uso del suolo
Come zona di montagna, l'utilizzo agricolo è molto limitato, essendo molto più sviluppata la selvicoltura (soprattutto sul Monte Abantos) e l'allevamento del bestiame. Per promuovere l'uso sostenibile dell'allevamento in un ambiente sensibile è stato creato il marchio IGP "Carne de la Sierra de Guadarrama" prodotta da 120 imprese incluse in un'area territoriale definita, utilizzando esemplari di razze selezionate (Avileña, Charolais e Limousine) con un ampio regime alimentare a base di pascoli naturali (integrato da cereali, data la scarsità di erba in alcuni periodi dell'anno).
Il settore industriale non è molto sviluppato, tranne che nelle zone di Guadarrama, El Escorial, Collado Villalba e Segovia.
Il settore terziario è andato sviluppandosi dalla seconda metà del XX secolo, quando la Sierra de Guadarrama è stata promossa come centro turistico regionale: alberghi, ristoranti e trattorie sono sempre più numerosi nelle città e località turistiche del Parco Nazionale. Inoltre, si è sviluppato il business legato alle attività sportive e di montagna come stazioni sciistiche, equitazione, sport acquatici e altri.